# حصون آل حسن (رخية)

تعديل مصدري - تعديل

حصون آل حسن هي إحدى قرى عزلة رخية بمديرية رخية التابعة لمحافظة حضرموت، بلغ تعداد سكانها 134 نسمة حسب تعداد اليمن لعام 2004.